# 史樂詩
史樂詩，CBE（1881年6月19日—1964年7月29日），又名史羅司，英國學者，1937年至1949年期間出任香港大學校長。

## 生平
史樂詩早年在利物浦大學任教，及後轉到英屬印度工作，1920年起供職印度教育署，又曾在當地大學任教英文。1923年，史樂詩獲委任為仰光大學書院院長。史氏為印緬兩地的高等教學有重大貢獻，因此在1925年獲授予大英帝國勳章。
1937年，史樂詩卸任緬甸教職後，轉任香港大學校長。
1941年，香港政府以亞太局勢緊張為由，委任史樂詩為行政局議員。香港保衛戰期間，香港大學遭到日軍搶掠，史樂詩與日軍達成協定，大學校園、設施、圖書和教職員仍可保持現狀。1941年12月31日，史樂詩與各學院院長舉行秘密教務委員會會議，決定向十四名醫科生頒授戰時學位。日本佔領香港後，史樂詩被拘留在赤柱，直至日軍在1945年8月投降。及後，香港臨時政府首長詹遜委任他主持每日記者會，講解英國政府的施政。史樂詩回應政府優待曾被拘留者的指控時澄清，政府「努力不懈確保一切種族生活安康」。
戰後，史樂詩領導香港大学復校，到1949年退休離港，1953年應港府邀請再回港，出任公務員薪金代表團主席。翌年6月15日，港大向史氏頒授名譽法學博士學位。
1964年7月29日，史樂詩在牛津逝世，終年83歲。

## 紀念建築
- 史羅司機械工程及建築學院（1950年創辦）[8][9]
- 史羅司樓（已經拆卸並被黃克競樓取代）[10]